# Hassi Cheggar
Hassi Cheggar (ou Hassi Chegar, en arabe : حاس شكار) est une commune du sud de la Mauritanie, située dans le département de Sélibabi de la région de Guidimakha.

## Géographie
La commune de Hassi Cheggar est située au centre de la région de Guidimakha et elle s'étend sur 528 km2. 
Elle est délimitée au nord par la commune de Tachott, à l’est par la commune de Boully, au sud-est par la commune de Souvi, au sud-ouest par les communes de Sélibabi et de Gouraye, à l’ouest par la commune d'Arr. 
Le village de Diyala, situé à 15 km de Sélibabi, fait partie de la commune de Hassi Cheggar. 

## Histoire
Hassi Cheggar a été érigée en commune par l'ordonnance du 20 octobre 1987 instituant les communes de Mauritanie.

## Démographie
Lors du Recensement général de la population et de l'habitat (RGPH) de 2000, Hassi Cheggar comptait 10 936 habitants.
Lors du RGPH de 2013, la commune en comptait 20 265, soit une croissance annuelle de 5,1 % sur 13 ans.

## Administration
Hassi Cheggar fait partie depuis 2018 de l'arrondissement de Tachott, dont Tachott est le chef-lieu. Elle n'était auparavant rattachée à aucun arrondissement.
Le maire de Hassi Cheggar, Bakary Souleymane Gandéga, a effectué deux mandats à la tête de la commune : de 2013 à 2018 puis de 2018 à 2023.

## Économie
L'agriculture est au centre de l'économie de Hassi Cheggar, comme quasiment toutes les communes de la région. Mais cette économie est fragile car elle rencontre des obstacles à son développement, notamment les conditions climatiques ou le manque de moyens des agriculteurs. Pour faire face à ces obstacles, l'état ou différentes ONG financent des projets qui améliorent les conditions de vie des habitants.
Le Commissaire à la sécurité alimentaire (CSA) a développé de nombreux projets d'aide à une alimentation et un accès à l'eau suffisants pour tous. Le CSA a par exemple supervisé la construction d'une installation hydraulique à Hassi Cheggar qui est alimentée à l’énergie solaire, avec une capacité de 60 tonnes/heure.

## Aide humanitaire
À la suite de violentes inondations durant la saison des pluies de 2020, Hassi Cheggar ainsi que six autres communes de la région ont reçu des dons de matériels offerts par le Fonds des Nations unies pour la population en décembre 2020. De nombreux kits composés de nattes, de couvertures et de sacs contenant des effets personnels destinés aux femmes ont été distribués aux habitants de la commune.